# Dzwonkówka mączna

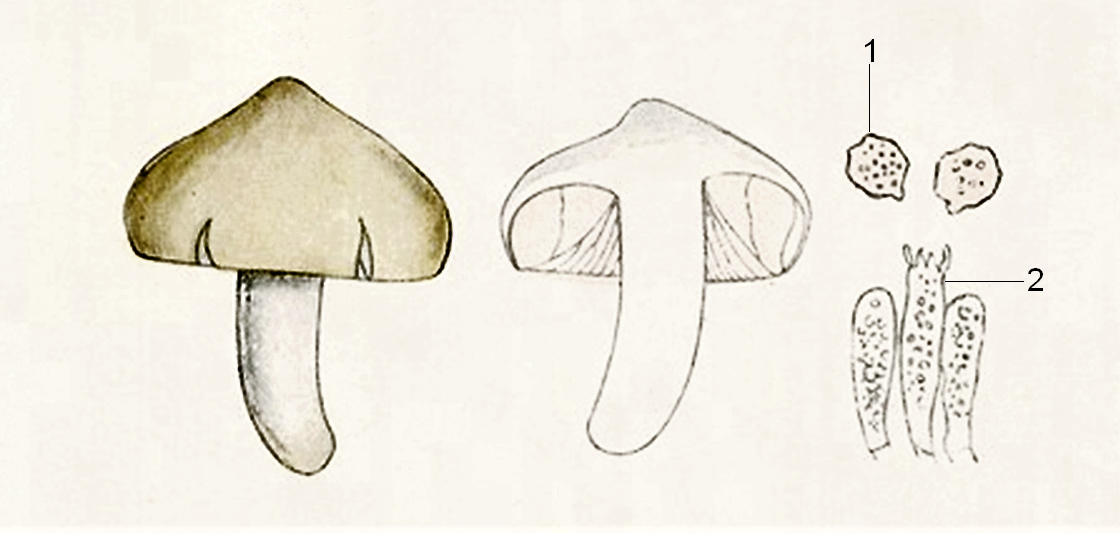

Dzwonkówka mączna (Entoloma prunuloides (Fr.) Quél.) – gatunek grzybów z rodziny dzwonkówkowatych (Entolomataceae).

## Systematyka i nazewnictwo
Pozycja w klasyfikacji według Index Fungorum: Entoloma, Entolomataceae, Agaricales, Agaricomycetidae, Agaricomycetes, Agaricomycotina, Basidiomycota, Fungi.
Po raz pierwszy zdiagnozował go w 1821 r. Elias Fries, nadając mu nazwę Agaricus prunuloides. Obecną, uznaną przez Index Fungorum nazwę, nadał mu Lucien Quélet 1872 r. Synonimy:

- Agaricus prunuloides Fr., 1821
- Entoloma inocybiforme Bon 1980
- Entoloma inopiliforme Bon 1982
- Entoloma prunuloides (Fr.) Quél. 1872 f. prunuloides
- Entoloma prunuloides (Fr.) Quél. 1872 var. prunuloides
- Rhodophyllus prunuloides (Fr.) Quél. 1886
- Rhodophyllus prunuloides var. albocitrinus J. Favre 1960
- Rhodophyllus prunuloides (Fr.) Quél. 1886 var. prunuloides

Nazwę zwyczajową zaproponował Władysław Wojewoda w 2003 r.

## Morfologia
Kapelusz
Średnica 2–7 cm, początkowo stożkowato-wypukły, potem wypukły, ostatecznie płasko wypukły, zazwyczaj z niskim, szerokim garbkiem. Brzeg początkowo lekko podwinięty. Jest niehigrofaniczny, w stanie wilgotnym nieprzeźroczysty i nieprążkowany, a tylko nieco lepki. Powierzchnia gładka, o barwie od żółtobrązowej do żółtoszarej, na brzegu jaśniejsza.
Blaszki
W liczbie 45–50 z międzyblaszkami (l=1-3), średnio gęste, grube, głęboko wykrojone, brzuchate, początkowo białe, potem bladoróżowe. Ostrza tej samej barwy, nierównomiernie ząbkowane.
Trzon
Wysokość 4–7,5 cm, grubość 8–12 mm, cylindryczny, zwykle zwężający się ku podstawie, pełny. Powierzchnia pokryta podłużnymi, grubymi włókienkami, początkowo biała, u starych okazów w środkowej części żółtoszara.
Miąższ
Jędrny, pod skórką kapelusza brązowawy, poza tym biały. Zapach silnie mączny, smak mączno-zjełczały.
Cechy mikroskopowe
Zarodniki w widoku z boku izodiametryczne, 5–7-kątne, o wymiarach 7–8,5 × 6,5–8 μm. Podstawki 27–45 × 7–13 μm, 4–zarodnikowe. Cystyd brak. Strzępki skórki kapelusza cylindryczne, o szerokości 2,5–7 μm. Zawierają wewnątrzkomórkowy jasnobrązowy pigment. W strzępkach wszystkich części grzyba występują sprzążki.
Gatunki podobne
Od podobnie ubarwionej dzwonkówki trującej (Entoloma sinuatum) odróżnia się mniejszymi zarodnikami i innym siedliskiem.

## Występowanie i siedlisko
Dzwonkówka mączna występuje w Europie, Na nizinach północno-zachodniej Europy jest bardzo rzadka, prawdopodobnie częściej występuje w piętrze halnym gór środkowej Europy. W piśmiennictwie naukowym do 2003 r. podano na terenie Polski 5 stanowisk. Znajduje się na Czerwonej liście roślin i grzybów Polski. Ma status E – gatunek zagrożony wymarciem, którego przeżycie jest mało prawdopodobne, jeśli nadal będą działać czynniki zagrożenia. Znajduje się na listach gatunków zagrożonych także w Szwajcarii, Niemczech, Danii, Holandii, Szwecji, Finlandii.
Występuje na ziemi, na trawiastych terenach na podłożu wapiennym.